# Claude de Rebé

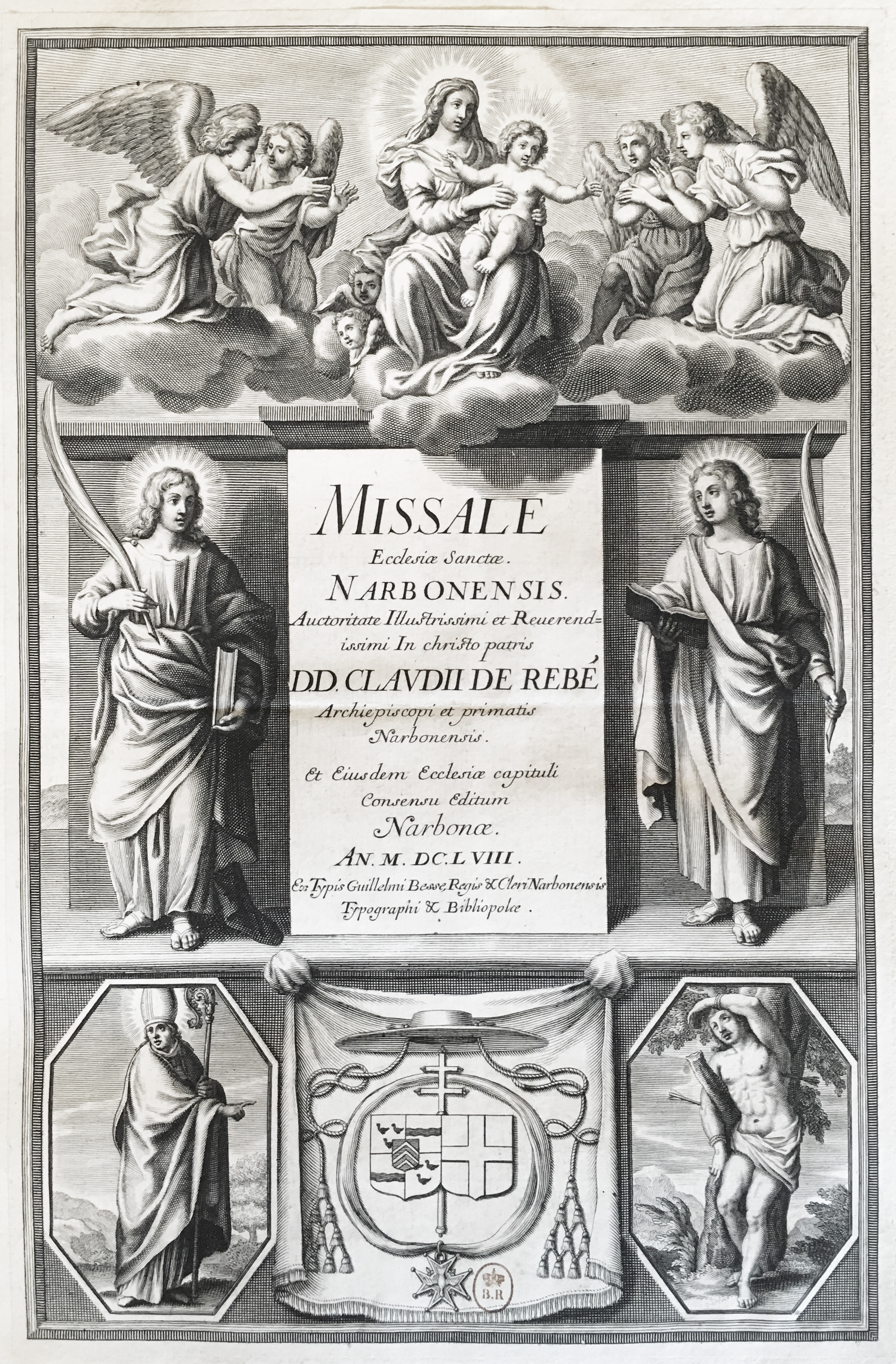
D'après François Chauveau, Frontispice du Missel de Claude de Rebé, 1658, in fol., 32 x 20 cm.

Claude de Rebé, né à Amplepuis en 1587, mort à Narbonne le 17 mars 1659, est un prélat français qui fut archevêque de Narbonne. Suivant Jacques Michaud, il « est considéré comme l'une des grandes figures de l'épiscopat du XVIIe siècle, tant par son activité politique que par son zèle religieux ».

## Biographie

### Origines
Claude de Rebé est le huitième fils de Claude, seigneur de Rebé, baron d'Amplepuis, et de Jeanne de Meysé,.

### Carrière ecclésiastique
Il était chanoine-comte, chantre de Saint-Jean de Lyon, prévôt de Saint-Pierre de Mâcon. Il devint coadjuteur de Louis de Vervins en 1622 et fut nommé au même moment archevêque d’Héraclée en Europe,. Il succéda à Louis de Vervins sur le siège de Narbonne à sa mort le 8 ou 9 février 1628. Urbain VIII lui envoya le pallium le 28 septembre de la même année. Il devenait par la même occasion président-né des États de Languedoc, mais 30 000 livres furent prélevés sur les revenus de l'archidiocèse et attribués au jeune archevêque de Reims Henri II de Guise, ce qui fit l'objet d'un procès entre les deux protagonistes au Grand Conseil. Il eut aussi, par économat, l'abbaye de Fontfroide de 1646 à 1650.

### Un prélat de la Contre-Réforme
Claude de Rebé s'investit particulièrement dans son rôle pastoral, épousant la cause de la Contre-Réforme : il resta dans Narbonne en 1629-1632, organisant les secours, alors que la région était ravagée par la peste. Très actif, il créa une chaire de théologie dans le collège dirigé par les prêtres de la doctrine chrétienne, à qui il demanda aussi d'ouvrir un établissement à Limoux ; il établit en 1646 dans cette même ville une confrérie de cinquante dames de la Charité, à qui il donna des statuts. Il augmenta les revenus de l'hôpital de la Charité de Narbonne ; en 1641 il introduisit dans sa cité les Visitandines et les chargea de l'éducation des jeunes filles,, puis les Ursulines en 1654. Il réforma la liturgie narbonnaise et fit imprimer en 1658 un nouveau missel pour son diocèse, très proche du rite romain. Comme son successeur, François Fouquet, il fut proche de saint Vincent de Paul. Soucieux de diffuser la morale chrétienne parmi ses ouailles, il interdit en 1641 aux pèlerins de Notre-Dame de Marceille de passer la nuit dans l'église.

### Administrateur et bâtisseur

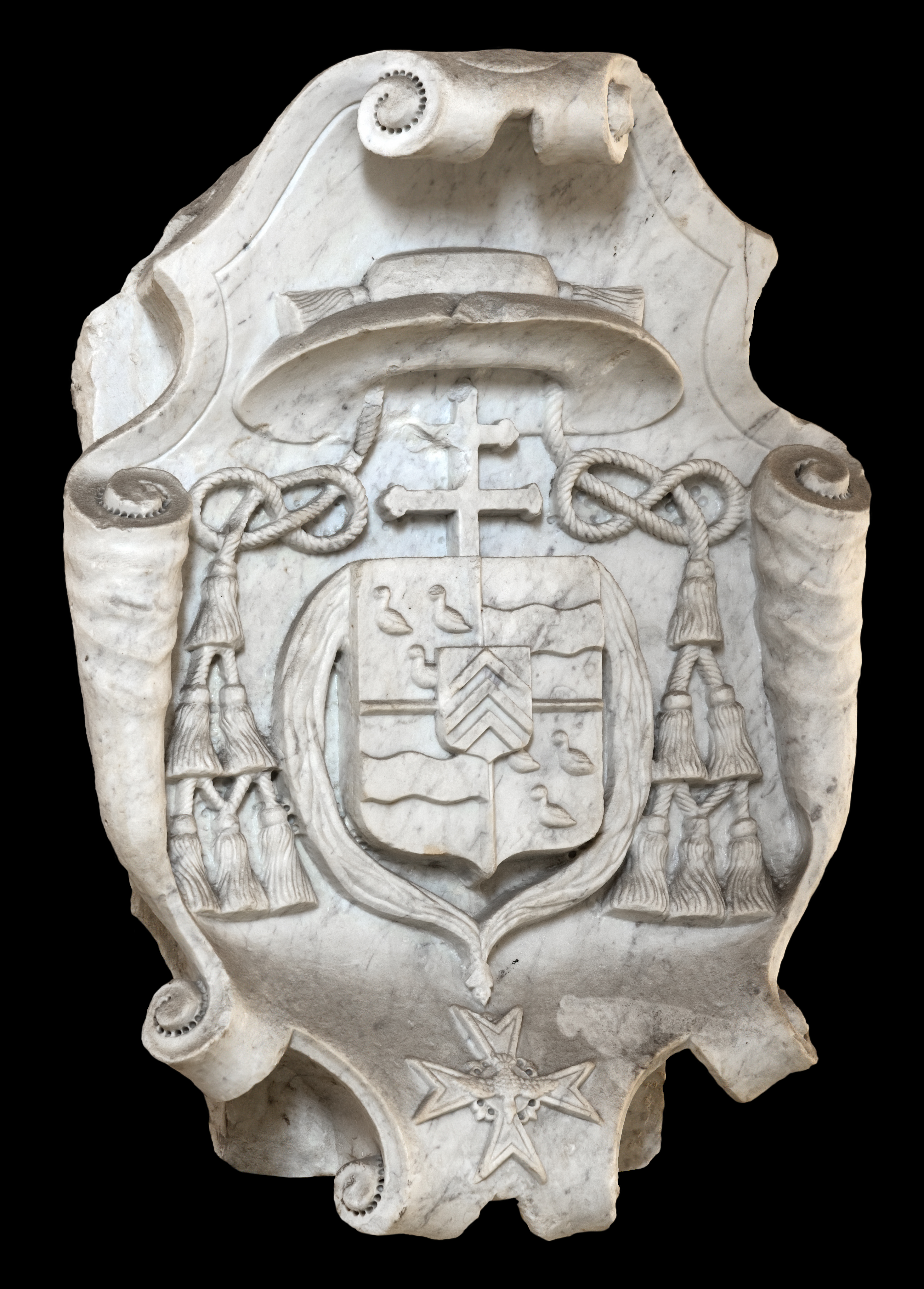
Blason de Claude de Rebé, marbre, XVIIe siècle.
Escalier du palais des archevêques de Narbonne.

Claude de Rebé enrichit et décora la collégiale Saint-Sébastien de Narbonne. Il fit réparer le palais épiscopal : un dessus de porte de la salle des Gardes est orné d'un grand cartouche de gypserie à ses armes, et il fit exécuter un magnifique plafond à caissons sur le thème des neuf muses par les frères Antoine, Jean-Paul et Jean Rodière (1632),. En 1652 il fit démolir la tour mauresque dont les pierres furent utilisées pour bâtir le couvent des Carmélites.
Il fit mettre en ordre les archives de l'archevêché : on lui doit la copie du livre vert de Pierre de La Jugie, un des seuls et précieux documents à avoir échappé aux destructions révolutionnaires de décembre 1793.
Nicolas Jarry calligraphia en 1648 pour cet archevêque un Officium Beatæ Mariæ Virginis aujourd'hui à la bibliothèque de Besançon.

### Rôle politique
Il s'opposa fermement au duc de Montmorency, gouverneur de Languedoc, qui entraînait les États de la province dans sa révolte (1632) ; il fut même enfermé le temps de faire voter la délibération que Montmorency demandait. Il évita néanmoins que Narbonne ne tombât entre les mains du duc. Il en fut récompensé par le collier de commandeur de l'ordre du Saint-Esprit lors de la promotion du 14 mai 1633. Il reçut Louis XIII à Narbonne lors du siège de Perpignan (printemps 1642),,. Ce fut à lui que l'on confia en 1652 le soin d'abattre le château de Termes, devenu une menace pour le pouvoir royal, ce qu'il fit faire l'année suivante aux frais du diocèse.
Malade, fatigué, Claude de Rebé abandonna dès la session de 1656 la présidence des États de Languedoc, qui fut alors assurée par le second ecclésiastique de la province, l'archevêque de Toulouse Pierre de Marca. C'est à ce moment-là que François Fouquet lui fut adjoint comme coadjuteur, avec promesse de succession. Cela fut l'occasion d'une plus vaste transaction qui touchait les familles Rebé et Fouquet : François Fouquet résigna son évêché d'Agde et son abbaye de Saint-Sever, le premier en faveur de son frère Louis, la seconde pour François de Rebé. Ce dernier reçut aussi l'abbaye de Sorèze, qui reviendra plus tard à Louis Fouquet.
Il mourut le 17 mars 1659 et fut enterré dans la chapelle de Bethléem de la cathédrale Saint-Just-et-Saint-Pasteur,,. Son oraison funèbre fut prononcée par Esprit Fléchier,.
Notons que les Rebé s'assimilèrent à la noblesse languedocienne : petit-neveu de l'archevêque, Claude de Rebé acheta en 1646 la baronnie de Couiza à la dernière héritière des Joyeuse, Henriette Catherine, duchesse de Guise. La seigneurie d'Arques, qu'il acquit en même temps, lui donnait droit de prendre place aux États de Languedoc.